# Ivanhoe (serie televisiva 1958)
Ivanhoe è una serie televisiva britannica trasmessa dall'emittente ITV plc (all'epoca denominata Channel 3) nel 1958, per una stagione.
In Italia fu trasmessa negli anni sessanta nell'ambito della TV dei ragazzi.
Ambientata nel 1194 e tratta dall'omonimo romanzo storico (1829) di sir Walter Scott, ha per protagonista la futura star del piccolo e grande schermo Roger Moore, qui nel suo primo ruolo di rilievo.